# Пинский район
Пи́нский район (бел. Пінскі раён) — административная единица на юге Брестской области Республики Беларусь. Административный центр — город Пинск (не входит в состав района).
Численность населения — 40 229 человек (на 1 января 2025 года).

## География
Территория 3261 км² (2-е место среди районов). Основные реки — Припять с притоками Бобрик и Вислица, Ясельда с Меречанкой, Пина, Стыр. Через район проходят каналы — Огинский и Днепровско-Бугский. Основные озёра — Городищенское, Кончицкое и Семиховичское, а также Погостское водохранилище.

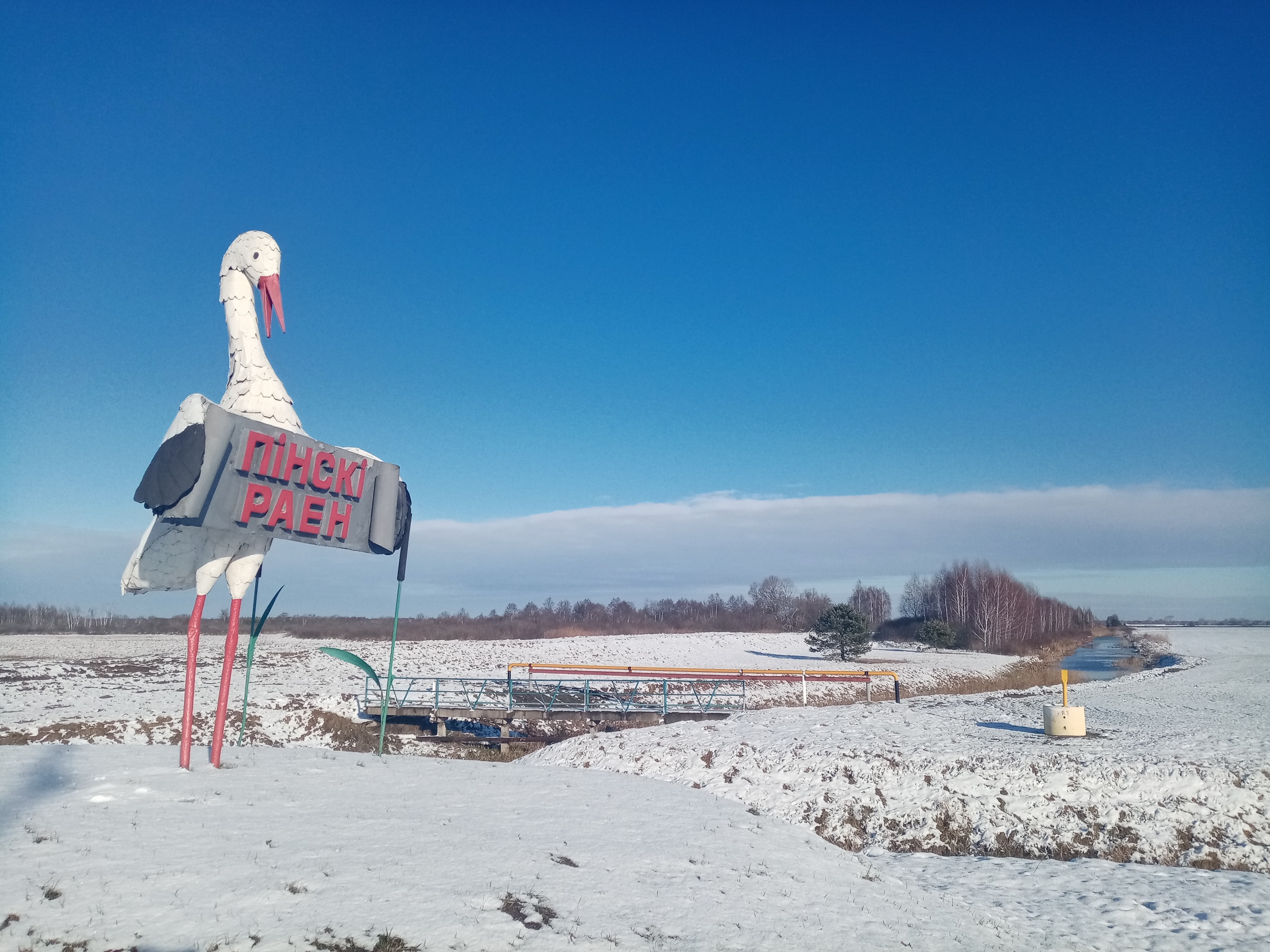
Знак на границе Пинского района

Пинский район расположен на юго-востоке области. Граничит: на востоке — с Лунинецким районом, юго-востоке — Столинским, юге — Варашским (Украина), западе — Ивановским, севере — Ивацевичским и Ганцевичским районами. Несколько населённых пунктов Ласицкого и Хойновского сельсоветов входят в пограничную зону, для которой Государственный пограничный комитет Республики Беларусь установил специальный режим посещения. Протяженность района с юга на север — 64 км, с запада на восток — 50 км. Площадь, занимаемая районом 3261 м², численность населения (на 1.12.2004) — 58,2 тысяч человек. Разделяется на 1 поссовет (г. п. Логишин) и 24 сельсовета.
Из полезных ископаемых встречаются торф, мел, строительный песок, глина.
Большая часть района находится в границах Припятского Полесья, западная — возвышенной равнины Загородье. Поверхность преимущественно плоская, заболоченная. 75 % территории ниже 150 м над уровнем моря, 15 % на высоте 150—160 м. Самая высокая точка — 174 м (2 км на юг от д. Мерчицы). Наиболее низкая точка поверхности — 130 м. По тектоническому строению район относится к Полесской седловине. Полезные ископаемые: торф, глины и суглинки, пески, мел. Известно 68 месторождений торфа с общим запасом 2,7 млрд кубометров, или 308 млн тонн (наибольшие: Городищенское болото, Хворощанское болото, Дубник, Жук, Домашицы, Липовое болото, Пантелеево болото — всё это район Пинских болот); 4 месторождения глин и суглинков с запасом 4,7 млн кубометров (наибольшие: Плянтовское, Пасеничское, Велесницкое); 3 месторождения песков с запасами 1,1 млн кубометров (наибольшее — Мерчицкое болото). На территории Пинского района размещены залежи сапропелей и болотной руды.
Район принадлежит к Пинскому агроклиматическому району. Средняя температура января −5,2ºС, июля 18,6ºС. Осадков 573 мм в год. Вегетационный период 201 сутки. Реки Пинского района относятся к бассейну реки Припять. Главнейшими притоками Припяти на территории Пинского района являются: справа — Стыр, Горынь, Ствига, Уборть, и слева — Пина, Ясельда и Бобрик. Реки — типичные равнинные, протекающие в таких отложениях, как ил, мергель, известь, туф, песок, глина, торф. Им присуща специфическая черта — извилистость русла, выражающаяся в чередовании изгибов и перегибов. Густота натуральной речной сетки 0,35 км/км кв. Каналы — Днепровско-Бугский, Огинский, Ясельдовский, Дубайский. Наибольшие озёра — Полесское, Погостское, Кончицкое, Выгоновское, Семиховичское — всего 42 озера. Многие находятся в настоящее время в стадии угасания, вследствие заполнения их озёрно-речным илом и заболачивания. Водохранилища — Погост, Жидче.
В 2000—2001 годах по инициативе Пинского райисполкома благоустроены сохранившиеся на территории района родники: «Александровка» вблизи д. Лыще, «Дубой» в д. Дубое, «Ковнятин» в д. Ковнятин, «Охово» в д. Охово, «Рудка» в д. Рудка. После определения химического состава воды по анализу проб в лаборатории Брестского областного комитета природных ресурсов и охраны окружающей среды все родники получили статус памятника природы местного значения.
В 2017—2018 годах Гуманитарно-просветительское общественное объединение «Содружество Полесья» при содействии Пинского районного исполнительного комитета и поддержке Посольства США реализовало проект «Сохраним родники Пинского Полесья». Благодаря инициативе общественного объединения «Содружество Полесья» обустроены 3 родника в деревнях Дубое, Рудка, Ковнятин и 2 уникальных памятника природы «Колодец Боны Сфорцы» в Вылазах и «Колодец Якуба Коласа» в Пинковичах. Все объекты объединил новый туристический маршрут, а полезная информация для путешественников собрана в специальной брошюре. По каждому источнику издан отдельный буклет, а также снят историко-туристический ролик «Источники природной силы Пинщины».
Преобладают почвы торфяно-болотные (38,2 %), дерново-подзолистые заболоченные (18,3 %), дерновые и дерново-карбонатные заболоченные (18,2), поймовые заболоченные (13,4 %), дерново-подзолистые (11,7 %). По мех. составу: суглинистые (2,4 %), супесчаные (23,8 %), песчаные (35,6 %), торфяные (38,2 %). Эрозия на 4,7 % площади пахотных земель. Природная растительность принадлежит к Бугско-Полесскому геоботаническому округу. Общая площадь лугов 70,1 тыс. га, низинные занимают 39,8 %, суходольные 7,2 %, заливные 53 %. Под лесом находится 32 % территории района. Состав леса: хвойные 65,7 %, еловые 0,5 %, дубовые 7,9 %, ясеневые 0,2 %, грабовые 0,4 %, берёзовые 14,5 %, осиновые 0,4 %, чёрно-ольховые 10,4 %. Часть лесов (28,6 %) искусственные, преимущественно хвойные насаждения. Под болотами 13,6 % территории (больше 43 тыс. га). 68 болот преимущественно низинного типа (принадлежат к Дрогичинско-Пинскому торфяному району). Наибольшие — Хворощанское, Городищенское, Дубник, Жук, Домашицы, Пантелеево.
На территории района размещены заказники республиканского значения: ландшафтные — Простырь, Средняя Припять (частично); биологические — Ступское, Ермаки, Изин, Кончицы, Подмостье, Тур; охранные торфяники — Болгары, Вуйвичи, Городищенское, Домашницы, Дублик, Сляповское.
Памятники природы республиканского значения — парк в Поречье, насаждение пихты белой в парке Дубое.
Зоны отдыха — Бобрик, Городище, Дубрава, Доброславка.
На территории Пинского района находятся ландшафтные заказники республиканского значения «Средняя Припять» и «Простырь».

## История
Первое упоминание о городе Пинске (Пинеске) встречается в «Повести временных лет» с упоминанием 1097 года. Следующее упоминание датируется 1160 годом: в летописи называются имена князей пинских — Ярослав (1183), Ярополк (1190). Пинск, расположенный тогда в центре Туровского княжества, имел торговые связи с Волынью, Средним Поднепровьем и Северным Причерноморьем.
К середине XII столетия Пинск — крупный торговый город Туровского княжества, позднее — центр самостоятельного княжества, вплоть до XIV столетия.
В августе 1858 года возле села Жмени, Пинского района упал железокаменный метеорит Жмени (Zhmeni) весом 0,246 кг.
В 1870-75 годах на Пинщине служил православный священник Дмитрий Булгаковский, который вёл сбор этнографического материала и в 1890 году издал в Санкт-Петербурге сборник «Пинчуки».
В 1926 году с целью сбора этнографического материала для коллекции Виленского белорусского музея имени Ивана Луцкевича на Пинщине побывал известный художник Язеп Дроздович. В ходе экспедиции художник зарисовал быт, архитектуру и убранство жителей Пинского Полесья начала XX столетия.
В сентябре-октябре 1934 года на территории современного Пинского района прошла экспедиция организованная членом Американского географического общества Луизы Арнер Бойд.
В 1939 году была образована Пинская область. Пинский район создан 15 января 1940 года в соответствии с Указом Президиума Верховного Совета БССР. 12 октября 1940 года установлено деление района на 16 сельсоветов. С 8 января 1954 года район входит в состав Брестской области. 14 октября 1957 года был упразднён Жабчицкий район, большая часть которого (6 сельсоветов) вошла в состав Пинского района.
25 декабря 1962 был упразднён Логишинский район, большая часть которого (10 сельсоветов, посёлки Логишин и Телеханы, за исключением деревни Богдановка Загородского сельсовета, которая передана в состав Лунинецкого района) переданы в состав образованного Пинского района. В тот же день в связи с упразднением Ивановского района в состав Пинского района передан Бродницкий сельсовет и населённые пункты: Вилы, Закутье, Королин, Кротово, Новоселки, Отовчицы, Полкотичи и Скоратичи Достоевского сельсовета.
6 января 1965 года в связи с повторным образованием Ивановского и Ивацевичского района в их состав была передана часть территории Пинского района, включая деревню Юхновичи и посёлок Телеханы.

## Геральдика
Герб и флаг Пинского района учреждены Указом Президента Республики Беларусь от 11 марта 2011 года № 101 и зарегистрированы в Государственном геральдическом регистре 15 марта 2011 года № Б-194 и № Б-195. Одобрены решением Пинского районного Совета депутатов от 6 января 2010 года № 23-04.

## Население
Численность населения — 40 229 человек (на 1 января 2025 года), в том числе городское — 1 769 человек (Логишин — 1 769 человек), сельское — 38 460 человек.
Численность населения района — 41 168 человек (на 1 января 2023 года).
На 1 января 2018 года 18,2 % населения района было в возрасте моложе трудоспособного, 48,4 % — в трудоспособном, 33,4 % — старше трудоспособного. Коэффициент рождаемости в 2017 году — 10,8 (родилось 504 ребёнка), смертности — 19,7 (умерло 920 человек). В 2017 году в районе были заключены 223 брака (4,8 на 1000 человек) и 94 развода (2).
| Численность населения (по годам) | Численность населения (по годам) | Численность населения (по годам) | Численность населения (по годам) | Численность населения (по годам) | Численность населения (по годам) | Численность населения (по годам) | Численность населения (по годам) | Численность населения (по годам) | Численность населения (по годам) | Численность населения (по годам) |
| 1996                             | 2001                             | 2002                             | 2003                             | 2004                             | 2005                             | 2006                             | 2007                             | 2008                             | 2009                             | 2010                             |
| -------------------------------- | -------------------------------- | -------------------------------- | -------------------------------- | -------------------------------- | -------------------------------- | -------------------------------- | -------------------------------- | -------------------------------- | -------------------------------- | -------------------------------- |
| 64 400                           | ▼60 749                          | ▼59 926                          | ▼59 086                          | ▼58 096                          | ▼57 199                          | ▼56 306                          | ▼55 240                          | ▼53 865                          | ▼52 907                          | ▼51 639                          |
| 2011                             | 2012                             | 2013                             | 2014                             | 2015                             | 2016                             | 2017                             | 2018                             | 2019                             | 2020                             | 2021                             |
| ▼50 305                          | ▼49 106                          | ▼48 088                          | ▼47 483                          | ▼46 570                          | ▼46 251                          | ▼45 896                          | ▼45 233                          | ▼44 511                          | ▼43 880                          | ▼43 060                          |
| 2022                             | 2023                             | 2024                             | 2025                             | 2026                             |                                  |                                  |                                  |                                  |                                  |                                  |
|                                  | ▼41 168                          |                                  | ▼40 229                          |                                  |                                  |                                  |                                  |                                  |                                  |                                  |

| Национальный состав по переписи 2019 года | Национальный состав по переписи 2019 года | Национальный состав по переписи 2019 года | Национальный состав по переписи 2019 года | Национальный состав по переписи 2019 года | Национальный состав по переписи 2019 года | Национальный состав по переписи 2019 года | Национальный состав по переписи 2019 года | Национальный состав по переписи 2019 года | Национальный состав по переписи 2019 года | Национальный состав по переписи 2019 года | Национальный состав по переписи 2019 года | Национальный состав по переписи 2019 года |
| всего (2019)                              | белорусы                                  | белорусы                                  | русские                                   | русские                                   | украинцы                                  | украинцы                                  | поляки                                    | поляки                                    | армяне                                    | армяне                                    | азербайджанцы                             | азербайджанцы                             |
| ----------------------------------------- | ----------------------------------------- | ----------------------------------------- | ----------------------------------------- | ----------------------------------------- | ----------------------------------------- | ----------------------------------------- | ----------------------------------------- | ----------------------------------------- | ----------------------------------------- | ----------------------------------------- | ----------------------------------------- | ----------------------------------------- |
| 44 022                                    | 40 776                                    | 92,63 %                                   | 1483                                      | 3,37 %                                    | 934                                       | 2,12 %                                    | 572                                       | 1,3 %                                     | 18                                        | 0,04 %                                    | 15                                        | 0,03 %                                    |
|                                           |                                           |                                           |                                           |                                           |                                           |                                           |                                           |                                           |                                           |                                           |                                           |                                           |
| Национальный состав по переписи 2009 года |                                           |                                           |                                           |                                           |                                           |                                           |                                           |                                           |                                           |                                           |                                           |                                           |
| всего (2009)                              | белорусы                                  | белорусы                                  | русские                                   | русские                                   | украинцы                                  | украинцы                                  | поляки                                    | поляки                                    | молдаване                                 | молдаване                                 | азербайджанцы                             | азербайджанцы                             |
| 51 997                                    | 47 962                                    | 92,24 %                                   | 1375                                      | 2,64 %                                    | 1351                                      | 2,6 %                                     | 840                                       | 1,62 %                                    | 21                                        | 0,04 %                                    | 20                                        | 0,04 %                                    |
|                                           |                                           |                                           |                                           |                                           |                                           |                                           |                                           |                                           |                                           |                                           |                                           |                                           |
| Национальный состав по переписи 1959 года |                                           |                                           |                                           |                                           |                                           |                                           |                                           |                                           |                                           |                                           |                                           |                                           |
| всего (1959)                              | белорусы                                  | белорусы                                  | русские                                   | русские                                   | поляки                                    | поляки                                    | украинцы                                  | украинцы                                  | евреи                                     | евреи                                     | татары                                    | татары                                    |
| 64 952                                    | 62 220                                    | 95,79 %                                   | 1117                                      | 1,72 %                                    | 856                                       | 1,32 %                                    | 561                                       | 0,86 %                                    | 34                                        | 0,05 %                                    | 22                                        | 0,03 %                                    |

## Административное деление
В районе насчитывается 181 населённый пункт. Район административно разделён на 24 сельсовета:
- Березовичский
- Бобриковский
- Боричевичский
- Валищенский
- Городищенский
- Дубойский
- Загородский
- Каллауровичский
- Ласицкий
- Логишинский
- Лопатинский
- Лыщенский
- Мерчицкий
- Молотковичский
- Новодворский
- Оснежицкий
- Оховский
- Парохонский
- Пинковичский
- Плещицкий
- Поречский
- Сошненский
- Ставокский
- Хойновский

Упразднённые сельсоветы:
- Лемешевичский

## Экономика
Выручка от реализации продукции, товаров, работ, услуг за 2017 год составила 373,1 млн рублей (около 186 млн долларов), в том числе 177,4 млн рублей пришлось на сельское, лесное и рыбное хозяйство, 87,5 млн на промышленность, 10,2 млн на строительство, 84,7 млн на торговлю и ремонт.

### Сельское хозяйство
Общая площадь сельскохозяйственных угодий — 130,1 тыс. га, из них осушенных 81,7 тыс. га. На 1.12.2002 г. в районе 23 колхоза, 5 коммунальных унитарных сельскохозяйственных предприятий, в том числе хозяйственное предприятие «Южное» по производству свинины, рыбхоз «Полесье», зверохозяйство Белкоопсоюз, сельскохозяйственное предприятие «Белорусские журавины», Пинское государственное предприятие по строительству и эксплуатации мелиоративных и водохозяйственных систем, открытые акционерные общества «Пинское автотранспортное предприятие», «Пинская сельхозтехника», «Пинский райагропромстрой». Сельское хозяйство специализируется на мясо-молочном животноводстве, производстве зерна и сахарной свёклы, выращивают кормовые культуры, картофель, лён, овощи. Работают предприятия пищевой (кондитерские изделия, кисель, вино-водочные изделия, винные и безалкогольные напитки, крахмал), металлообрабатывающей, кооперативной, швейной промышленности, лесхоз (пиломатериалы, древесина), производственно-торговое предприятие «Медтехника». Промышленный комплекс района представлен десятью промышленными предприятиями. Крупнейшие из них: ОАО «Пинский консервный завод» (безалкогольные напитки, соки, плодоовощная продукция, квас; в 2008 году ликвидировано), КУПИ «Пинский завод кондитерских изделий» (сок концентрированный, вино плодовое, кондитерские изделия), ОАО «Поречский крахмальный завод» (крахмал), ПУП «Кооппром» (хлебобулочные изделия, кондитерские изделия, переработка рыбы, пельмени, мед, горчица), ГЛХУ «Пинский лесхоз» (пиломатериалы, штакет, погонажные изделия (плинтус, наличник). Торговую сеть района представляют 206 торговых объектов, в том числе 166 магазинов Пинского районного потребительского общества. В районе 27 предприятий общепита, 12 из них открыты за последние три года в пустовавших ранее зданиях. Товарооборот растет ежегодно в среднем на 15 процентов в сопоставимых ценах. Бытовые услуги населению оказывает КУП «Райбыткомбинат». В своем составе КУП «Райбыткомбинат» имеет Дом быта, лесомебельный цех, ритуальный участок. На территории района работает 29 комплексных приемных пунктов. Населению района предоставляется 17 видов бытовых услуг. На территории района находится 63 телефонных станции общей ёмкостью 14011 номеров. Почтовые услуги населению оказывают 50 отделений связи. Имеет место также нелегальная добыча янтаря.
В 2017 году сельскохозяйственные организации района собрали 95,3 тыс. т зерновых и зернобобовых культур при урожайности 28,9 ц/га, 46,8 тыс. т сахарной свёклы при урожайности 394 ц/га. Под зерновые культуры в 2017 году было засеяно 33 тыс. га пахотных площадей, под сахарную свёклу — 1,2 тыс. га, под кормовые культуры — 43,2 тыс. га.
На 1 января 2018 года в сельскохозяйственных организациях района (без личных хозяйств населения) содержалось 92,5 тыс. голов крупного рогатого скота, в том числе 26,5 тыс. коров, а также 16 тыс. свиней и 66,7 тыс. голов птицы. В 2017 году сельскохозяйственные организации района реализовали 19,5 тыс. т мяса скота и птицы, произвели 133,4 тыс. т молока и 15,2 млн яиц. По производству молока район находится на четвёртом месте в Республике Беларусь после Пружанского, Слуцкого и Гродненского районов.
| Поголовье крупного рогатого скота в сельскохозяйственных организациях, тыс.:                                                   |
| График не отображается по техническим причинам. Чтобы исправить это, воспроизведите график в новом формате, если это возможно. |

## Транспорт
Через район проходит железная дорога Брест — Пинск — Калинковичи. Расстояние до Минска — 290 км, до Бреста — 180 км, до Гомеля — 360 км.
| Автодороги, проходящие через Пинский район              | Обозначения |
| ------------------------------------------------------- | ----------- |
| Граница Российской Федерации (Селище) — Гомель — Кобрин | М10         |
| Пинск — Лунинец                                         | Р8          |
| Ивацевичи — Логишин — Пинск — Столин                    | Р6          |
| Ганцевичи — Логишин                                     | Р105        |

В Дубое расположен гидроузел № 1 «Дубое» РУЭСП «Днепро-Бугский водный путь».

## Культура и образование

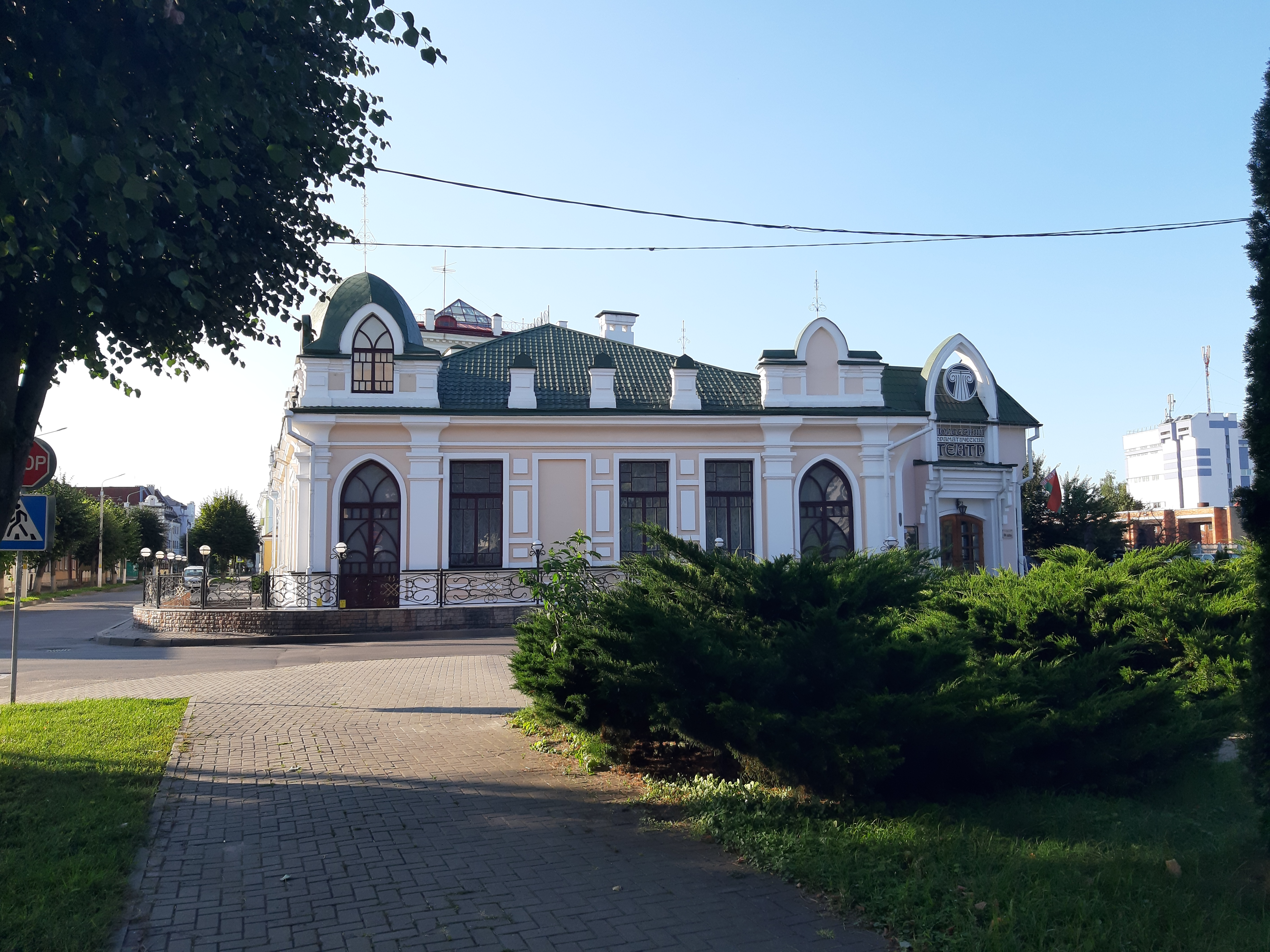
Полесский драматический театр в Пинске

Система образования, спорта и туризма района представлена 77 учреждениями: 27 средних школ, 9 базовых школ и 1 начальная школа, 2 учебно-педагогических комплекса «детский сад-школа», 30 дошкольных учреждений, 1 межшкольный учебно-производственный комбинат трудового обучения и профессиональной ориентации, 2 учреждения дополнительного образования, центр коррекционно-развивающего обучения и реабилитации, социально-педагогический центр, оздоровительный лагерь «Поречье», ДЮСШ, Молотковичская вспомогательная школа-интернат.
В деревне Жабчицы действует Пинский государственный аграрный колледж (ранее-профессиональный лицей сельскохозяйственного производства).
В учреждениях образования района в 2013/2014 учебном году обучается 4512 учащихся, дошкольные учреждения посещают 1 758 воспитанников.
Образовательный процесс в учреждениях образования осуществляют 1239 педагогических работников, 86,8 % из которых имеют высшее образование. В районе 594 (66 %) педагога имеют первую и высшую квалификационную категорию.
Среди лучших учреждений победители смотра-конкурса «За создание оптимальных условий для развития и совершенствования образования в Пинском районе»: Молотковичская, Пинковичская, Логишинская средние, Поречская, Новодворская, Мерчицкая базовые школы, я/с № 4, Пинковичский, Погост-Загородский, Оховский ясли-сады.
Дошкольным образованием охвачено 94,2 % детей. Норматив обеспеченности детей местами в дошкольных учреждениях выполняется на 141,4 % (при нормативе 85 %), работает 23 группы адаптации, которые посещают 158 детей (150 из них на платной основе), 3 группы кратковременного пребывания для детей от рождения до трёх лет «Материнская школа» (посещает 17 детей).
В целях развития системы образования района, совершенствования научно-методического обеспечения деятельности учреждений образования и в соответствии с приказом Министерства образования Республики Беларусь в Молотковичской СШ реализуется проект «Внедрение технологии тьюторского сопровождения одарённых учащихся как способа построения индивидуальной образовательной траектории».
Охват учащихся дополнительным образованием составляет 85,9 % (3875) от учреждений образования, 33,8 % (1477) — от учреждений дополнительного образования.
Спортивные секции посещают 36,1 % (6.2 % — от ДЮСШ). В субботний день функционируют 51 % от всех объединений по интересам (1807 детей, 123 объединения). Спортивно-массовой работой охвачено 65 % учащихся.
Дипломом 3 степени управления образования Брестского облисполкома была отмечена программа выступления учащихся Пинского района в V областном открытом фестивале фольклорного искусства «Родовод».
По итогам областного этапа республиканского конкурса «Энергомарафон» в номинации «Лучший педагогический работник по организации работы по воспитанию культуры энергосбережения у обучающихся» признана Гидревич В. Н., учитель начальных классов Мокродубровской БШ, в номинации «Лучшая творческая работа обучающихся учреждений образования по пропаганде эффективного и рационального использования энергоресурсов (агитбригада)» — агитбригада учащихся Мерчицкой БШ, отдел образования, спорта и туризма — лучший район области по организации работы учреждения образования в сфере энергосбережения.
В целях выявления, обобщения, распространения опыта работы лучших педагогических работников Пинского района в декабре 2013 года состоялся финал районного этапа республиканского конкурса профессионального мастерства педагогических работников «Учитель года Республики Беларусь». Победителем в Пинском районе признана Гончаренко Наталья Алексеевна, учитель истории ГУО «Высоковская средняя школа имени Днепровской флотилии» Пинского района.
В настоящее время при 64 клубных учреждениях функционируют 459 клубных формирований с общим количеством участников — 3953, из них 260 детских.
На протяжении 3 последних лет отмечен рост количества коллективов со званием «народный» и «образцовый» — с 17 до 20.
Традиционно творческие формирования Пинского района являются активными участниками областных фестивалей, смотров, конкурсов, региональных, международных праздников по всем жанрам культурно-просветительной деятельности.
Функционируют 6 государственных детских школ искусств и 10 филиалов, которыми обеспечивается выполнение задач по развитию творческих и индивидуальных способностей у детей, повышению уровня исполнительского мастерства и сценической культуры.
Общее количество учащихся детских школ искусств в 2011—2012 учебном году — 579 учеников, в 2012—2013 — 575, в 2013—2014 — 658.
Востребованными у детей являются специальности следующих отделений: фортепианное, струнные — цимбалы, скрипка, клавишные — баян, аккордеон, хореографическое отделение.
В Пинской районной центральной библиотечной системе функционируют 47 библиотек. По сравнению с аналогичным периодом 2011 года, сеть уменьшилась на 4 библиотеки. Пользователями являются 28673 человека, из них детей — 6731, книговыдача составляет 412200 экз. библиотечных документов, посещений — 205550. Процент охвата населения библиотечным обслуживанием на протяжении двух последних лет составляет в среднем 45,5 %. Активно работают 86 любительских объединений, в том числе 5 кукольных кружков. Предоставляется населению 30 видов дополнительных платных услуг.
Пинская центральная районная библиотека имени Евгении Янищиц является главным культурно-образовательным и информационным центром района. Библиотечное обслуживание жителей 57 малонаселённых и отдалённых деревень осуществляет библиотека-библиобус.
Возрождение, сохранение и развитие традиционной народной культуры — основная составляющая деятельности учреждений культуры Пинского района. Этому виду творчества всегда уделялось много внимания. В отчётном периоде мастера народного творчества, руководители кружков декоративно-прикладного искусства принимали активное участие в выставках народного творчества, проводимых на различных уровнях. Особая роль в этом виде деятельности принадлежит Оснежицкому Дому ремёсел, который является координационным центром исследовательской, учебно-воспитательной работы в этом направлении.
В данном учреждении функционируют 9 кружков декоративно-прикладного искусства: вытинамка (вырезка из бумаги), обереги Пинщины, роспись по стеклу, роспись по ткани, ткачество, резьба по дереву, вышивка крестом, ИЗО-студия.
Налажена работа 19 видеоустановок и автовидеопередвижки коммунального унитарного кинозрелищного предприятия «Пинская районная киновидеосеть» по пропаганде здорового образа жизни, нравственно-правовой, военно-патриотической тематиках, противопожарной безопасности, организуемая посредством проведения киновидеолекториев и других форм.

### Музеи

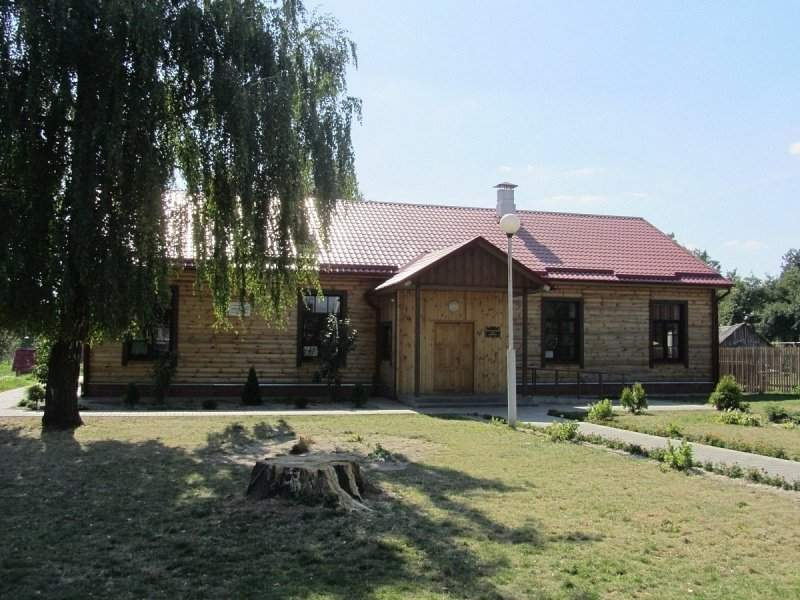
Литературно-краеведческий музей имени Якуба Коласа в Пинковичи

- Музей Белорусского Полесья в Пинске

- Иезуитский коллегиум в Пинске
- Народный музей русского поэта Александра Блока в Лопатино
- Народный литературный музей белорусской поэтессы Евгении Янищиц в Поречье
- Музей «Усадьба полещука ХIX века» в Поречье
- Народный литературно-краеведческий музей имени белорусского писателя Якуба Коласа в Пинковичи
- Народный историко-краеведческий музей в Логишин
- Музей развития образования Пинского района в Камень
- Музей истории родного края в Берёзовичи
- Музейная комната «Мой родны кут» в Бобрик
- Музейная краеведческая комната в Чухово
- Музейный уголок Днепровской военной флотилии в Высокое
- Музейная комната боевой славы в Ласицк
- Музейная экспозиция Центра творчества детей и молодёжи в Ставок
- Музейная комната истории Пинского района в районном Центре культуры и досуга в Оснежицы

## Достопримечательности

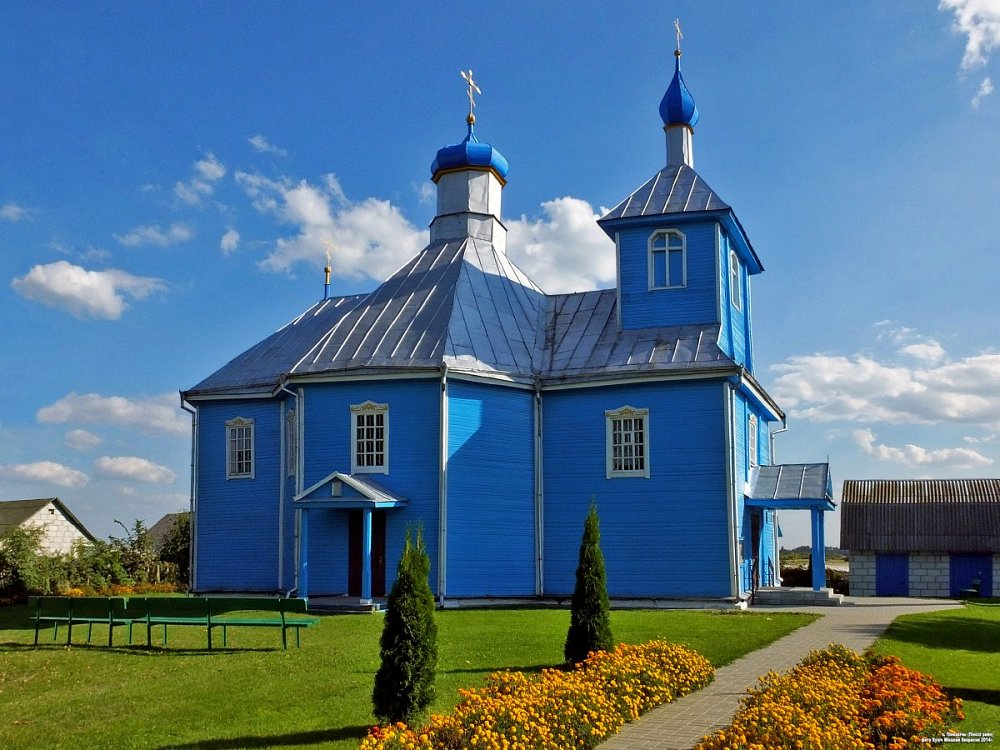
Свято-Покровская церковь в Пинковичи

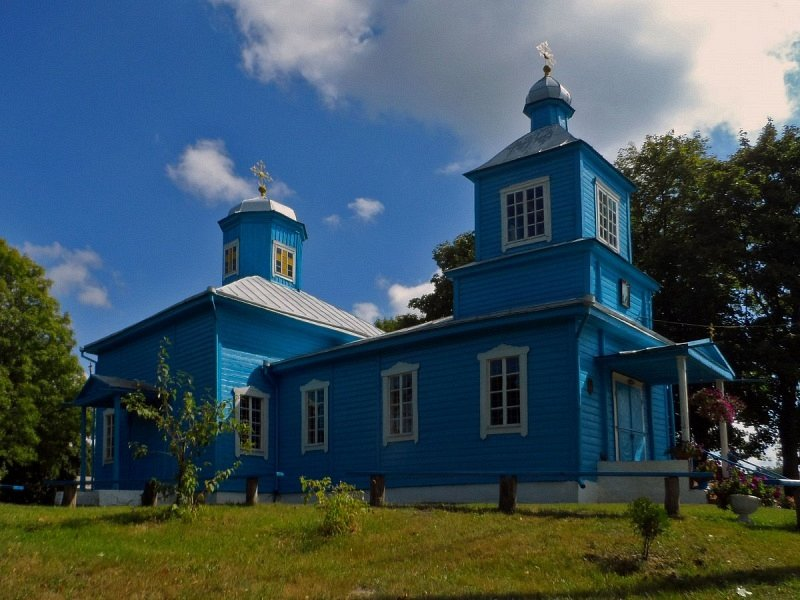
Вознесенская церковь в Ставок

- Памятник природы — «Колодец Якуба Коласа» в д. Пинковичи
- Памятный знак в честь экспедиции Луизы Арнер Бойд на территории литературно-краеведческого музея имени Якуба Коласа в д. Пинковичи
- Свято-Покровская церковь (1830) в д. Пинковичи
- Православная Крестовоздвиженская церковь (1758) в аг. Охово
- Костёл Св. Петра и Павла (1907—1909 гг.) в г. п. Логишин
- Спасо-Преображенская церковь (2-я половина XIX века) в г. п. Логишин
- Церковь св. Николая (1779) в д. Камень
- Вознесенская церковь (1855) в д. Ставок
- Покровская церковь (1878) в д. БерёзовичиУсадебно-парковый комплекс Плятеров в Заполье

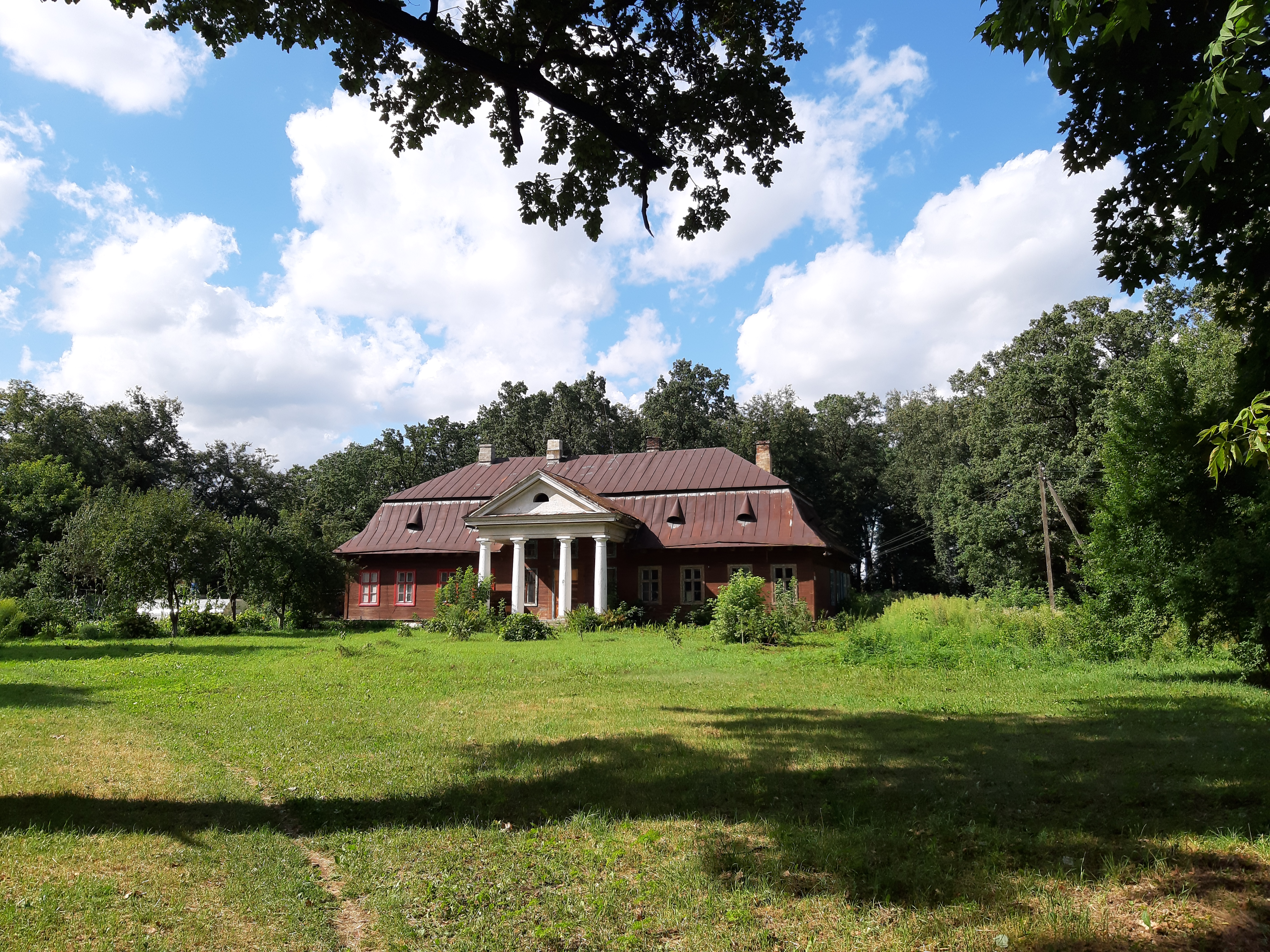
Усадебно-парковый комплекс Плятеров в Заполье

- Православная часовня Рождества Богородицы (XIX в.) в Ласицк
- Археологическое городище в Городище
- Каменное здание жилого корпуса бывшего монастыря бенедиктинцев (конец XVIII в.) в Городище
- Церковь Рождества Богородицы (1912) в Поречье
- Усадьба Скирмунтов: парк «Поречье» (1910) и сахарный завод в Поречье
- Часовня-колонна св. Иоанна Крестителя (1775) в Оснежицы
- Церковь св. Параскевы Пятницы (1788) в Садовый
- Часовня в Каллауровичи
- Церковь св. Николая в Купятичи
- Церковь св. Александра Невского в Лыще
- Церковь Рождества Богородицы (1888) в Парохонск
- Усадьба Евтихиевых: бывшая усадебная хозпостройка конца XIX века в Сошно
- Православная часовня в Стытычево
- Оборонительные сооружения (ДОТы) Первой мировой войны в Стытычево
- Церковь св. Николая в Борки. Построена из дерева в конце XVIII века. Памятник деревянного зодчества
- Оборонительные сооружения (ДОТы) Первой мировой войны (1915—1918 года) в Озаричи
- Часовня в Галево, построенная в XIX веке из кирпича, памятник архитектуры позднего классицизма
- Церковь Рождества Богородицы (1720) в Остров. Памятник народного деревянного зодчества
- Спасо-Преображенская церковь в Жолкино. Храм построен в 1996 г. на месте уничтоженной в годы Великой Отечественной войны деревянной церкви XIX века. Характерная особенность храма — полное соответствие канонам полесского церковного зодчества.
- Церковь св. Кирилла и Мефодия в Погост-Загородский. Перестроена из костёла Св. Юзефа в конце XIX века. Памятник архитектуры
- Католическая часовня в Дубое
- Церковь Рождества Богородицы (1811) в Дубое
- Усадебно-парковый комплекс «Дубой» в Дубое
- Троицкая церковь (середина XVIII в.) в Доброславка
- Колокольня в д. Теребень
- Церковь Св. Ильи (1788) в Вуйвичи
- Церковь св. Параскевы Пятницы (1794) в Месятичи
- Деревянная церковь Рождества Богородицы (1893) в Лемешевичи
- Усадебно-парковый комплекс Плятеров (1920) в Заполье
- Церковь Рождества Богородицы (1787 год) в Вылазы
- Свято-Троицкая церковь (1875) в Местковичи
- Памятный знак 80-летия Победы советского народа в Великой Отечественной войне (2025) в Галево. Установлен в сквере — на въезде в Пинск.

### Утраченное наследие
- Костёл Святой Анны в Городище

### Памятник природы, заказник
- Заказник «Средняя Припять»
- Ботанический памятник природы «Парк Выжловичи» в Выжловичи

## Галерея

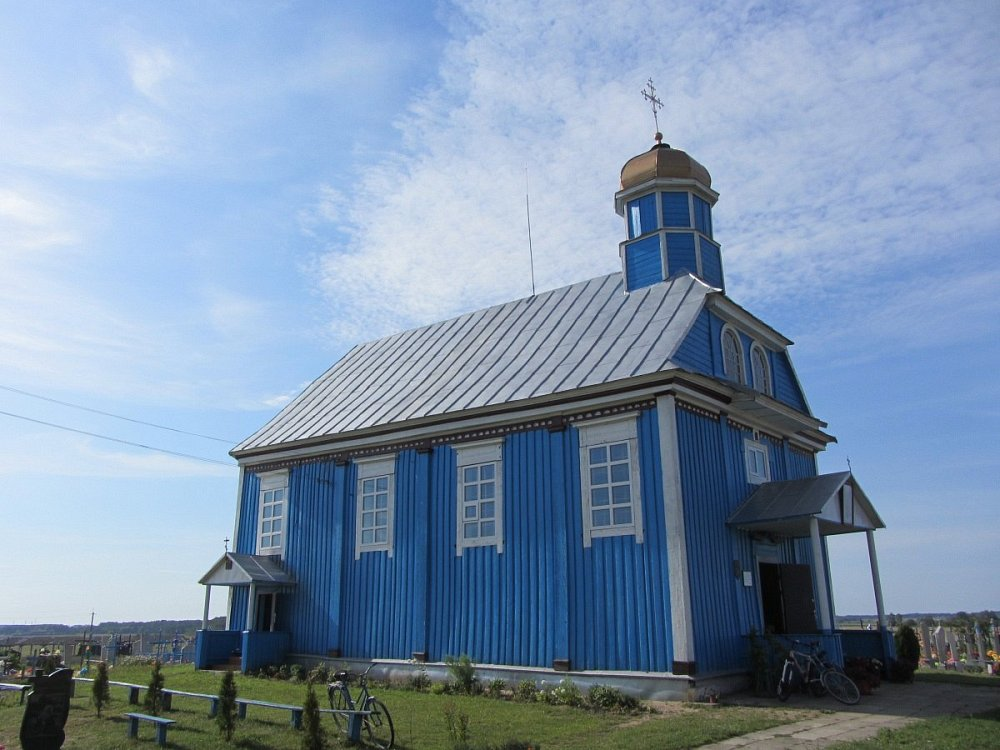
Православная Крестовоздвиженская церковь в Охово
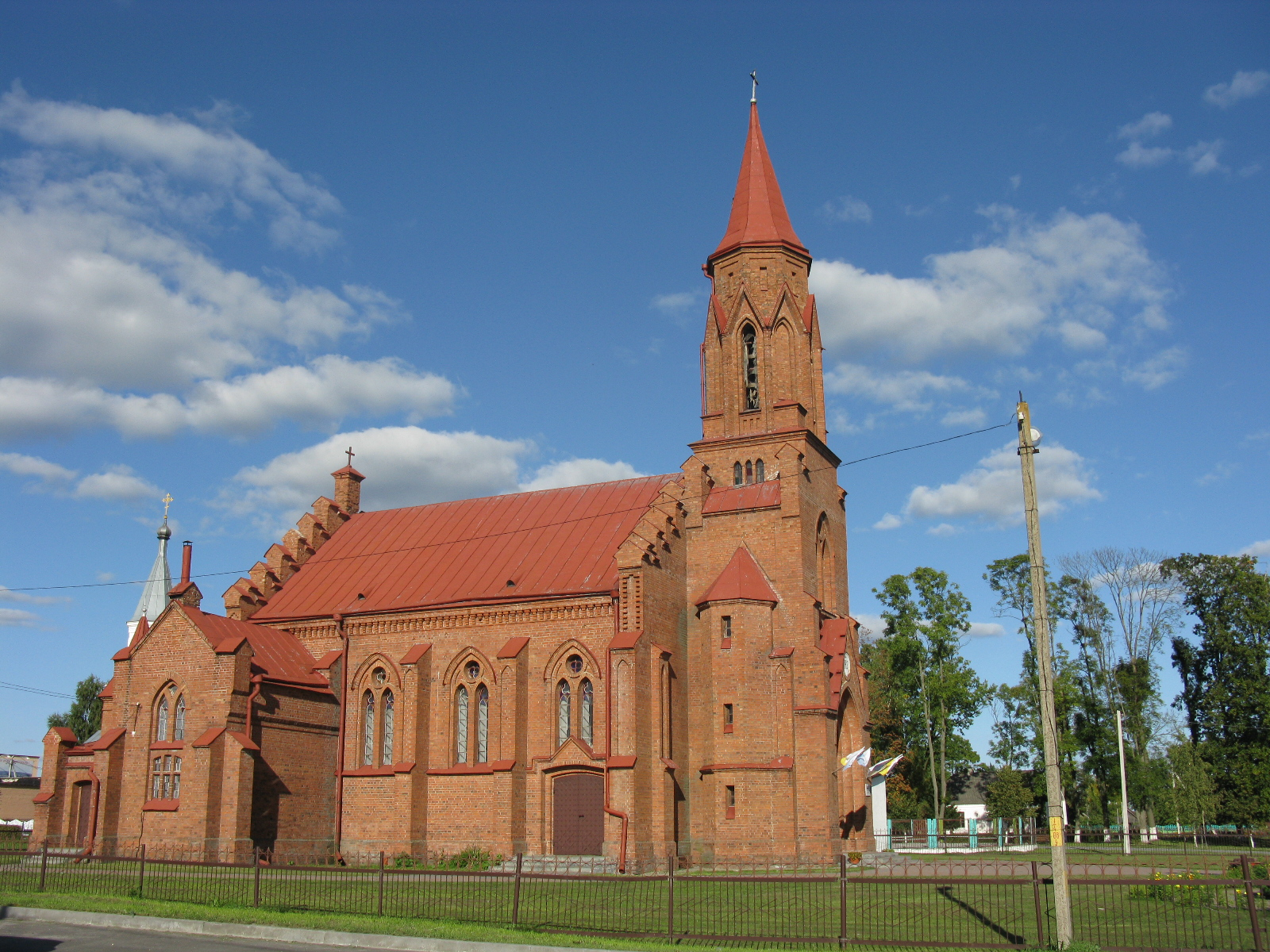
Костёл Св. Петра и Павла в Логишин
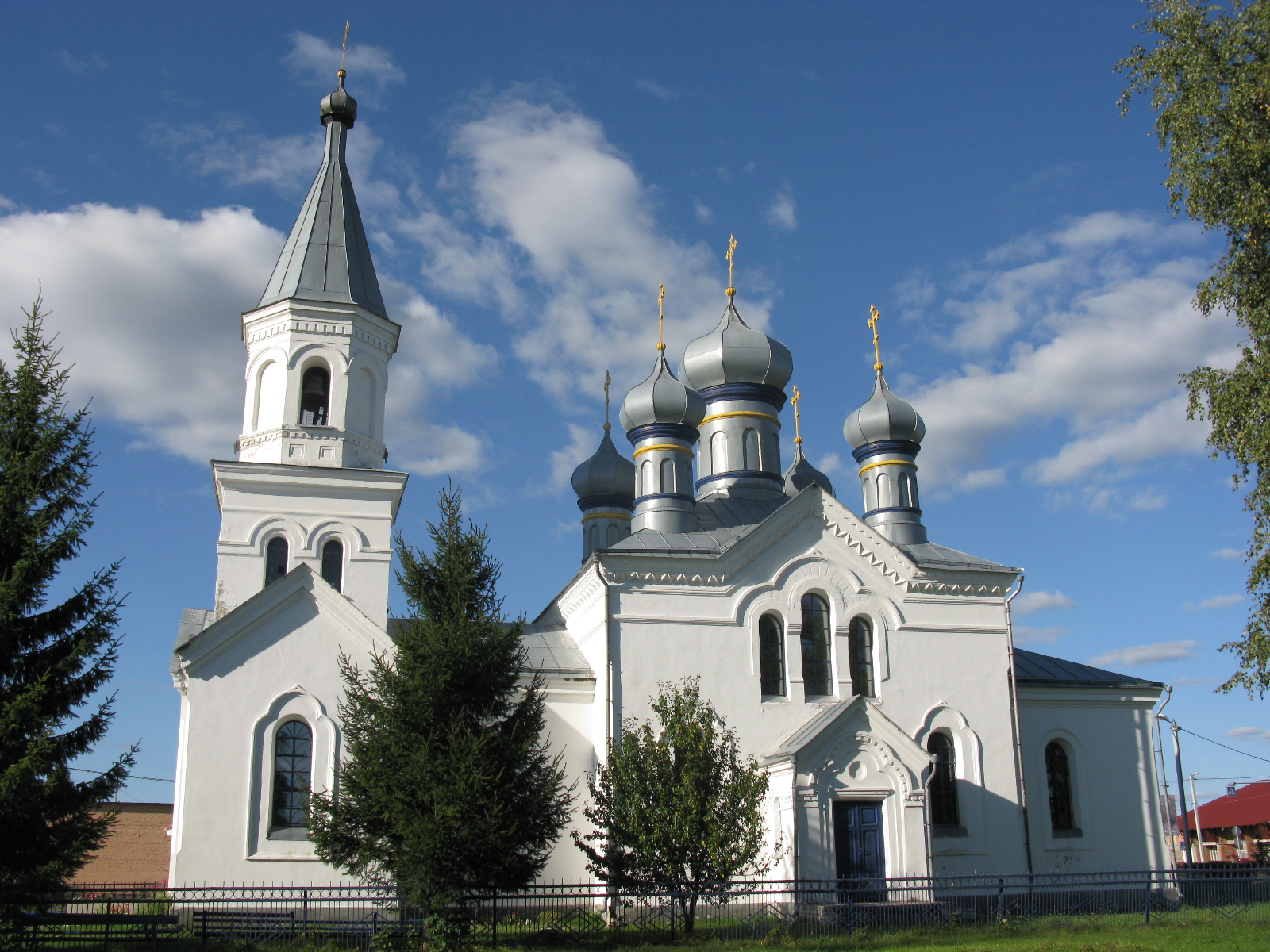
Спасо-Преображенская церковь в Логишин
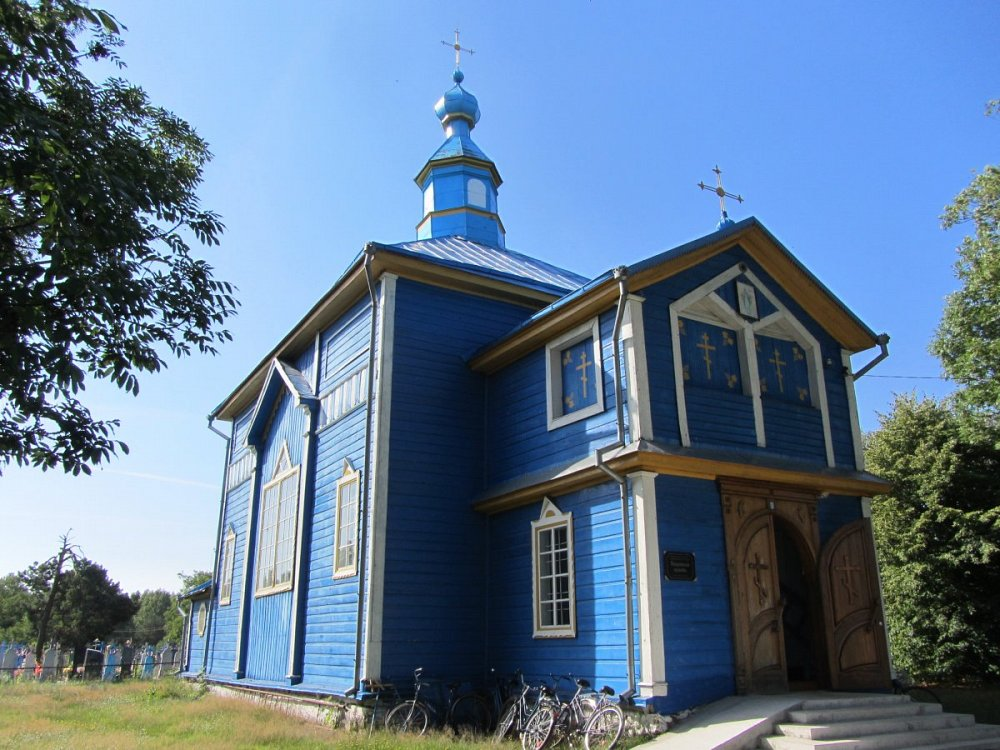
Покровская церковь в Берёзовичи
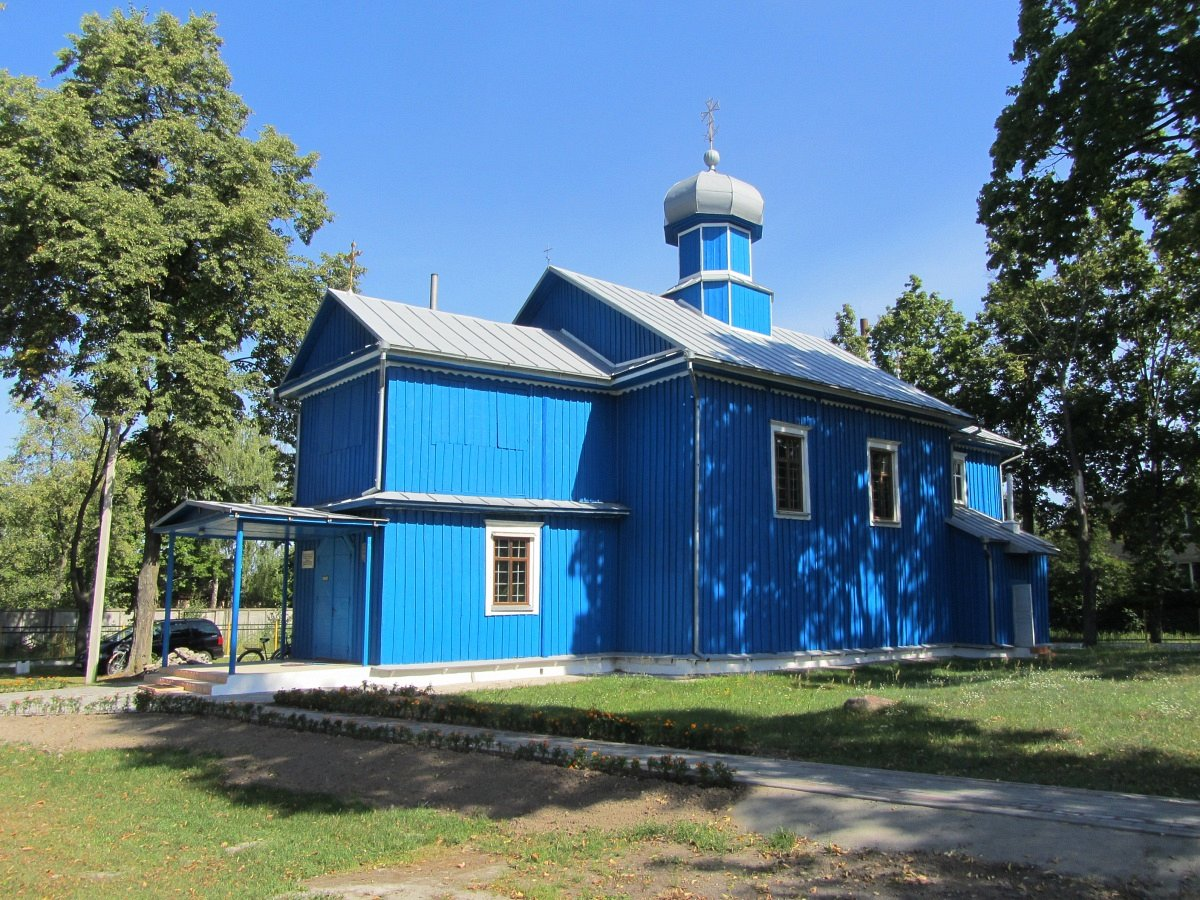
Церковь св. Параскевы Пятницы в п. Садовый
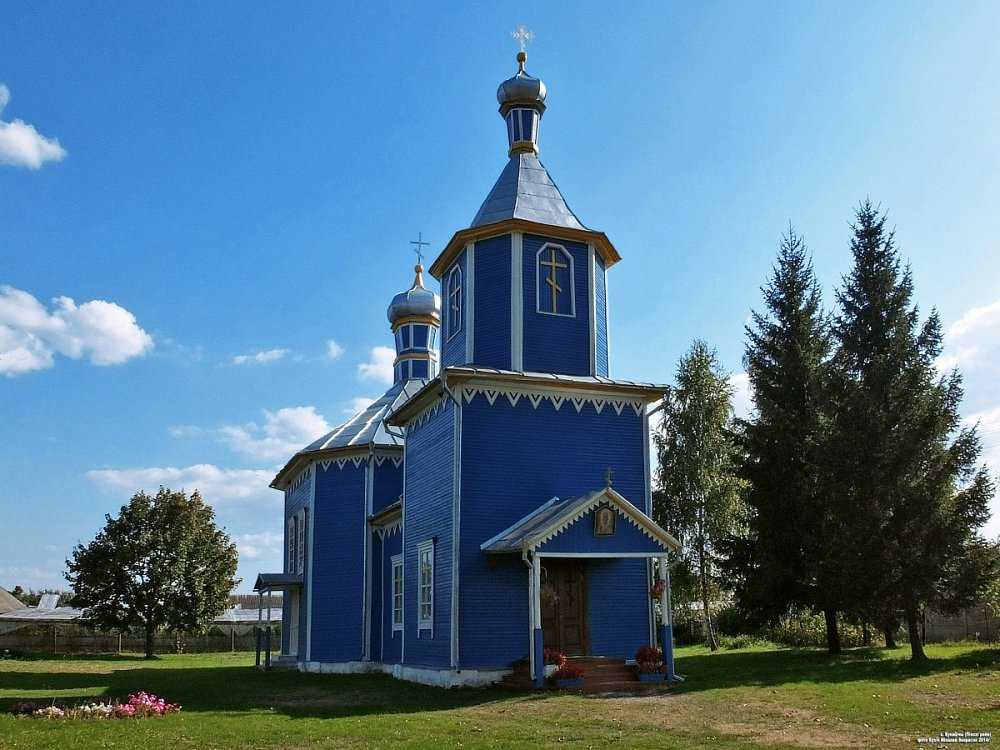
Церковь св. Николая в Купятичи
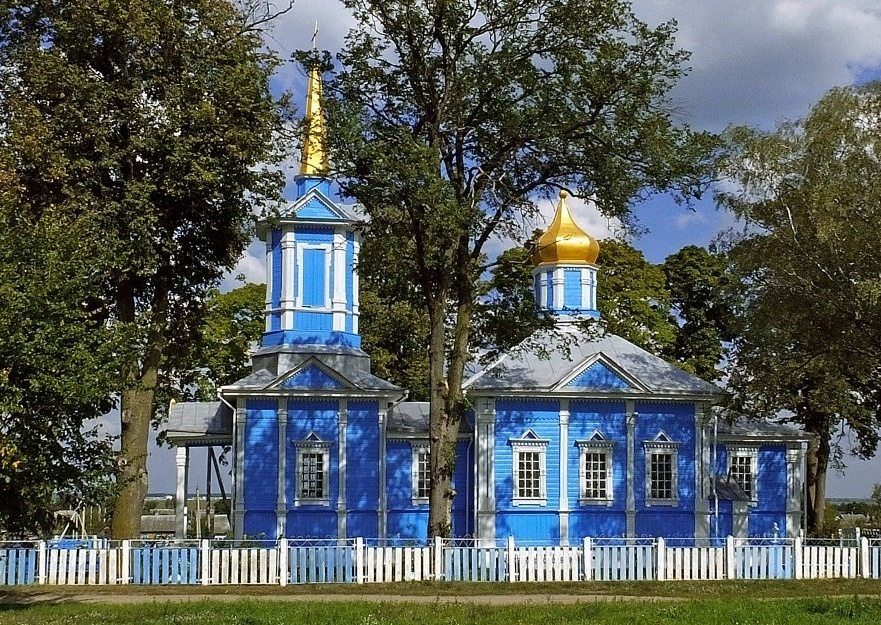
Церковь Рождества Богородицы в Парохонск
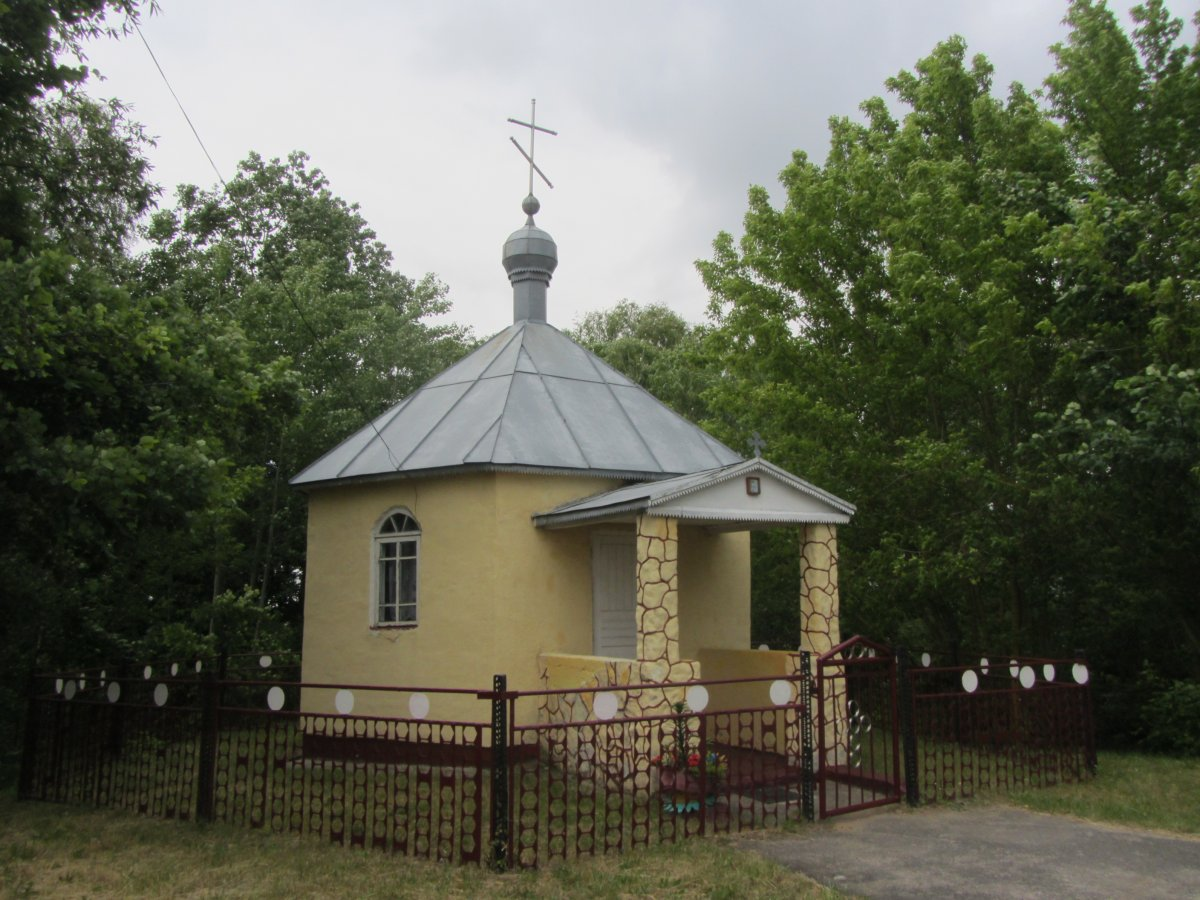
Православная часовня в Стытычево
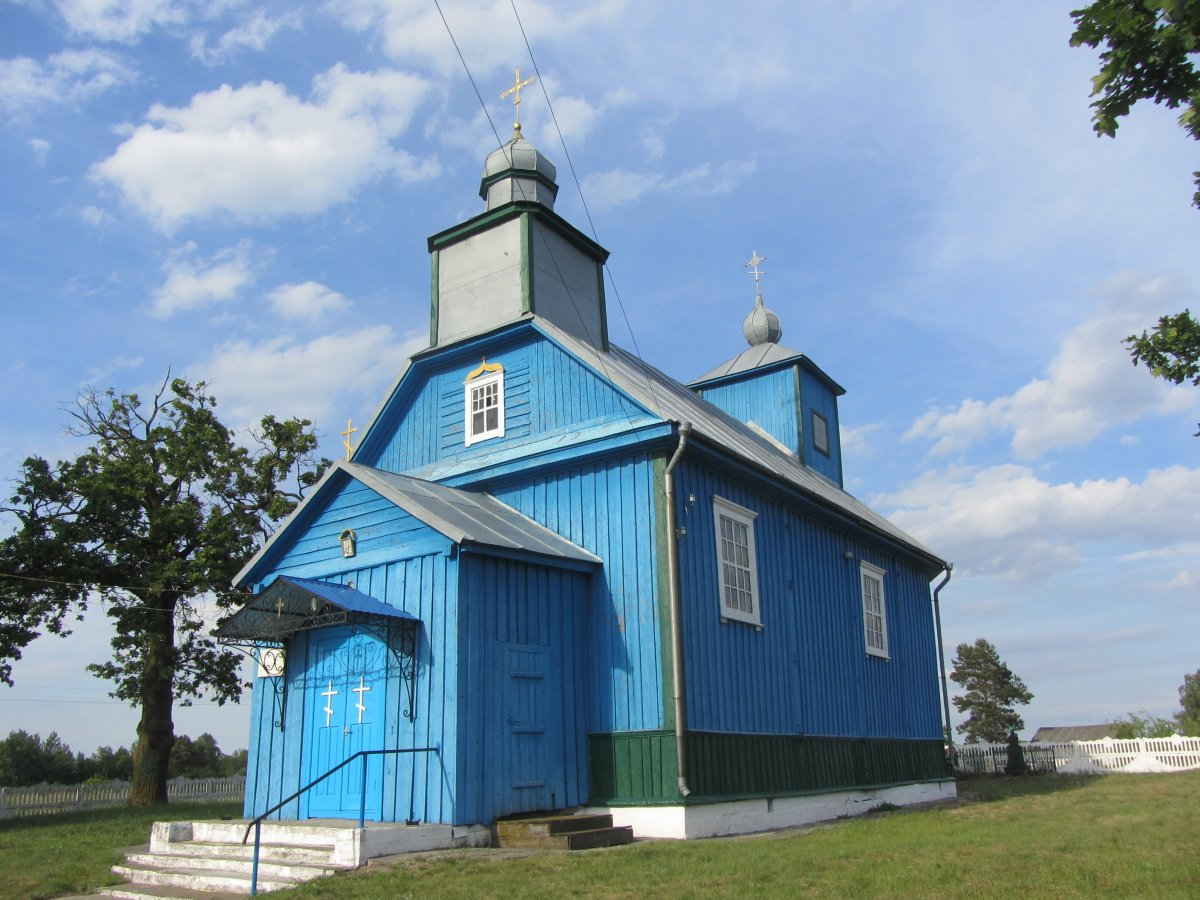
Церковь Рождества Богородицы в Остров
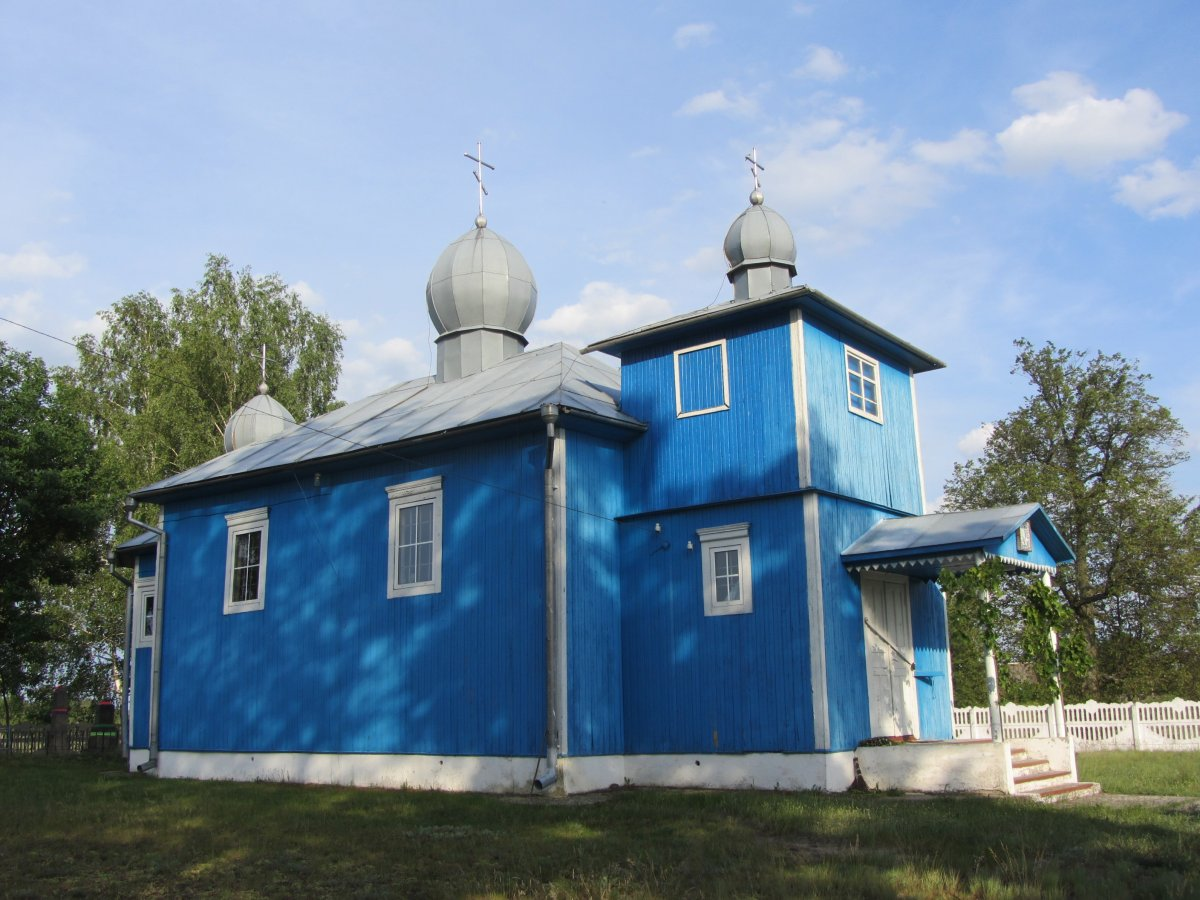
Спасо-Преображенская церковь в Жолкино
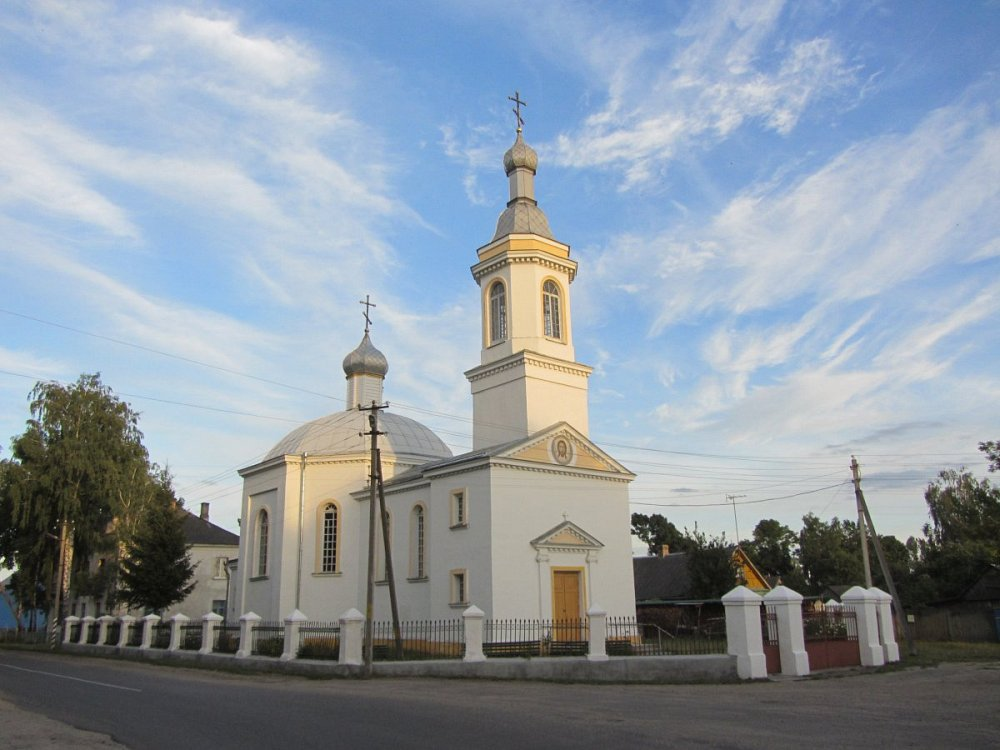
Церковь св. Кирилла и Мефодия в Погост-Загородский
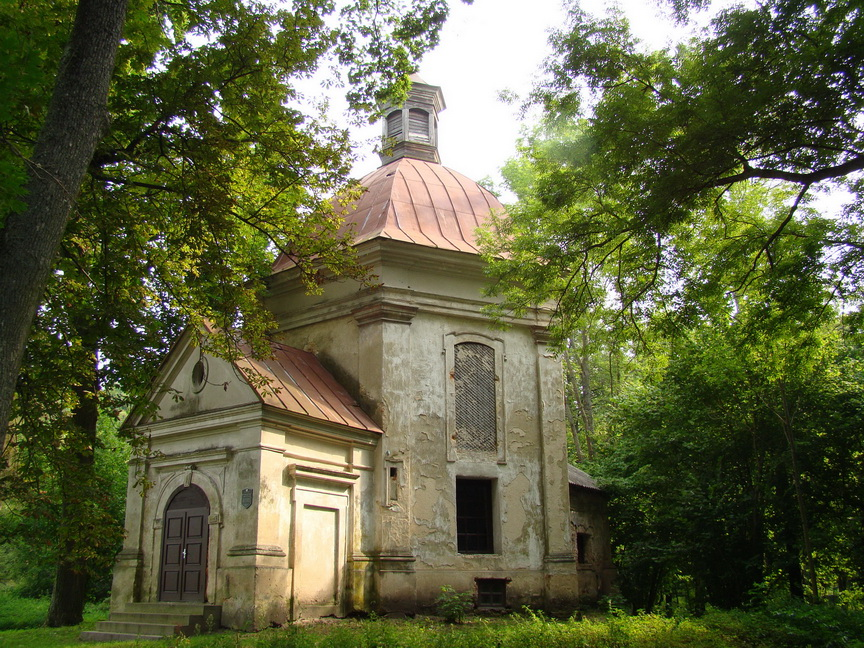
Католическая часовня в Дубое
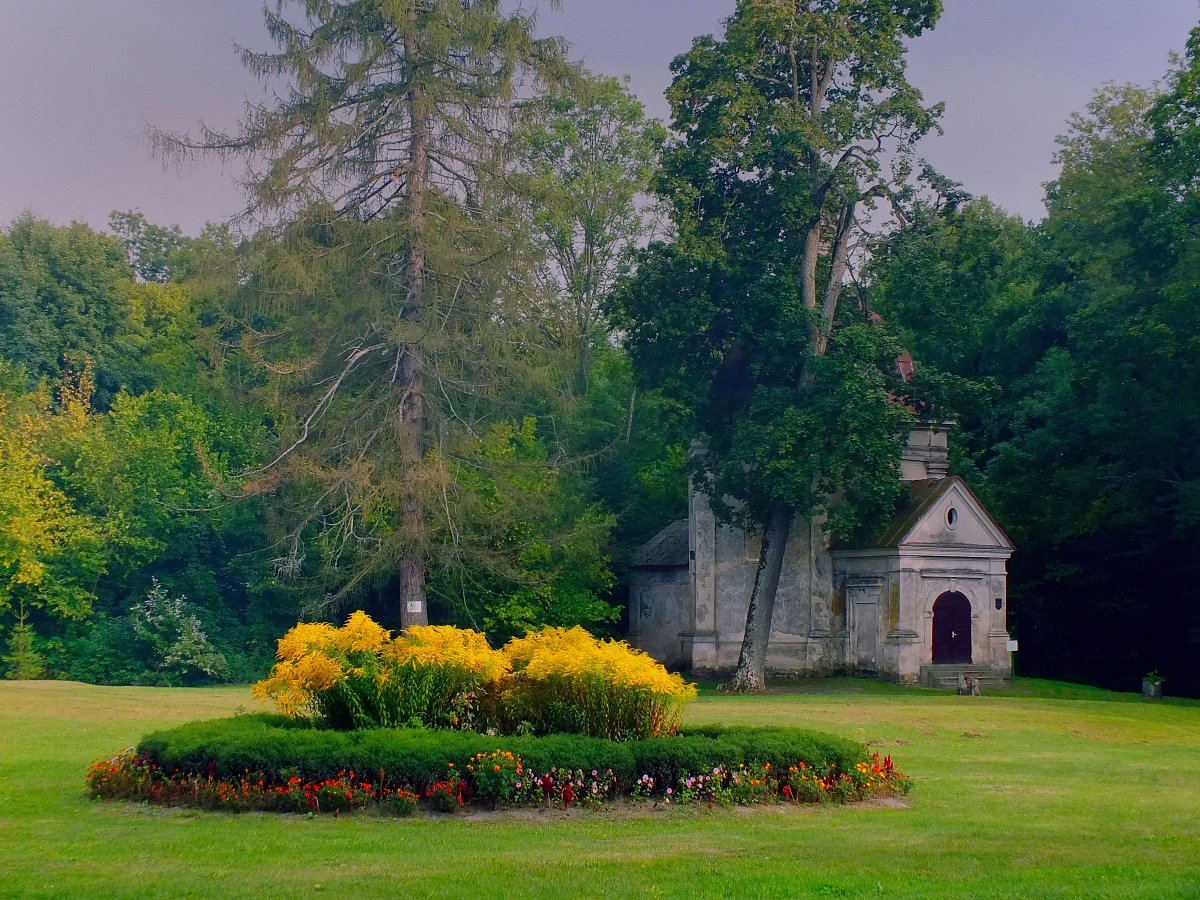
Парк и часовня в Дубое
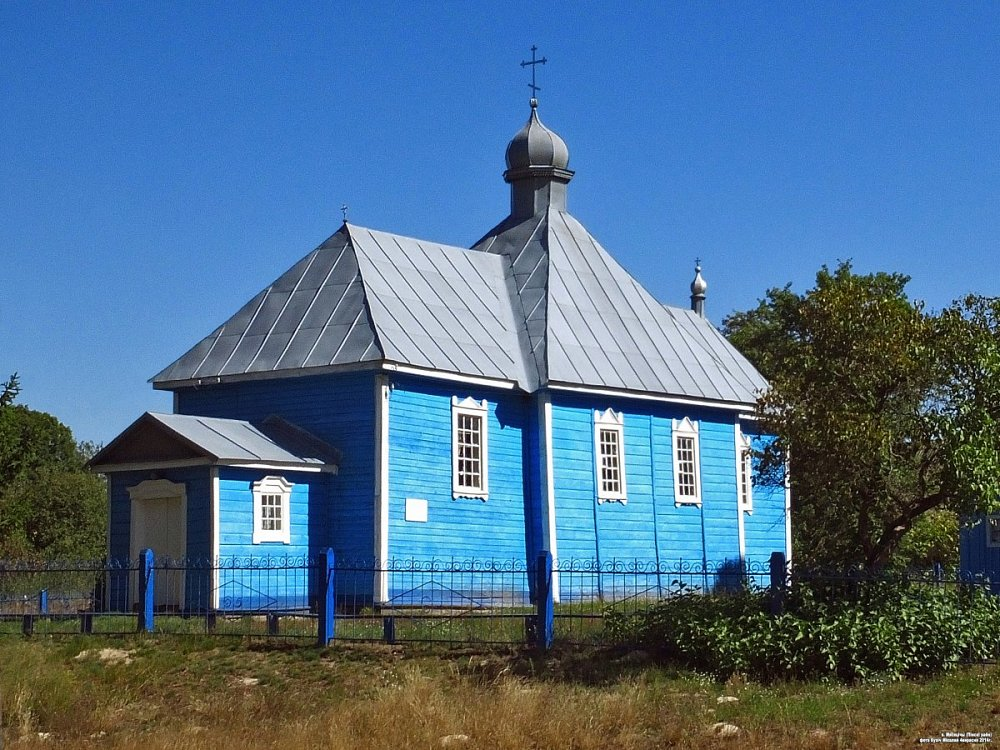
Церковь св. Параскевы Пятницы в Месятичи
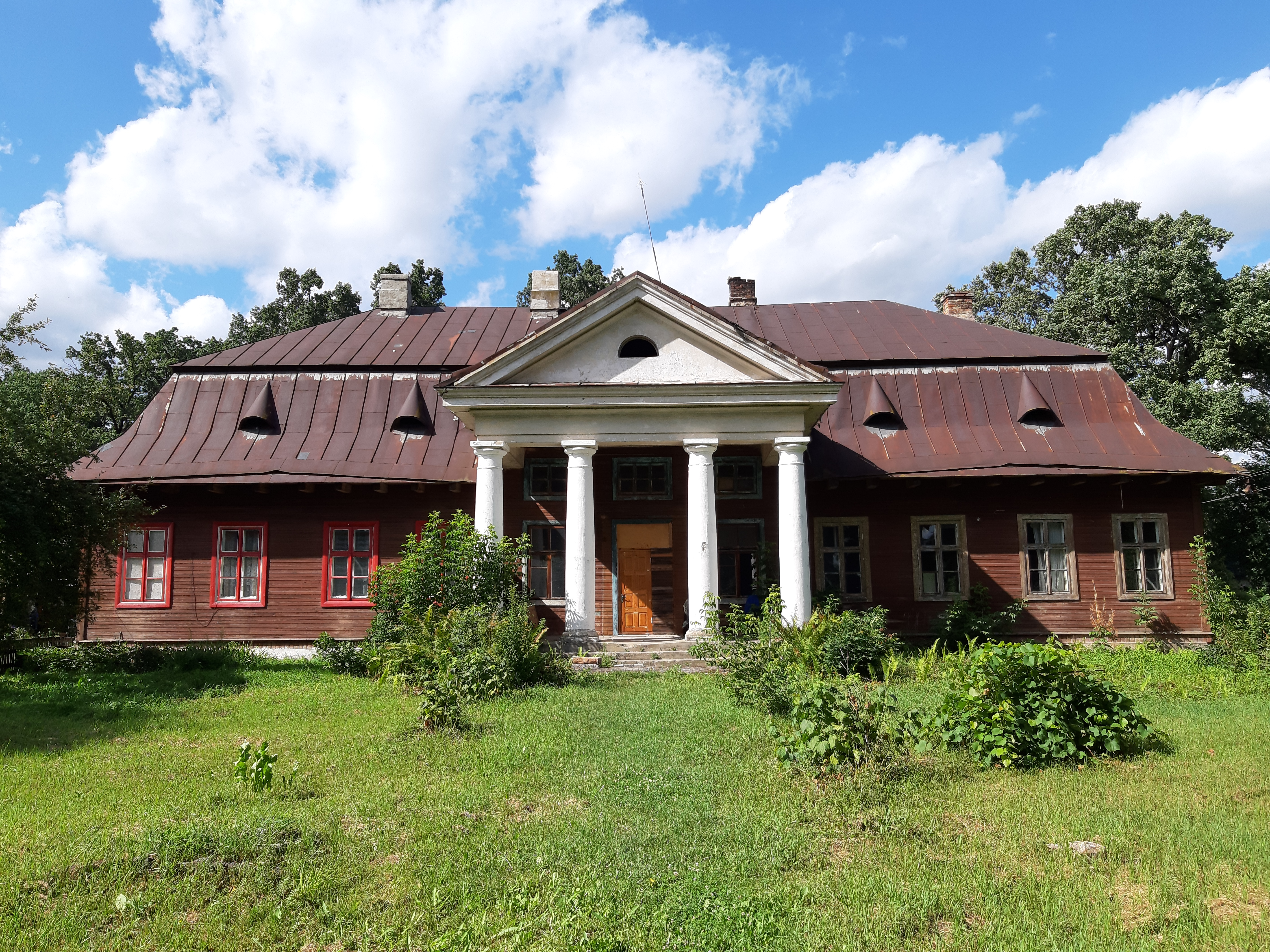
Усадебно-парковый комплекс Плятеров в Заполье
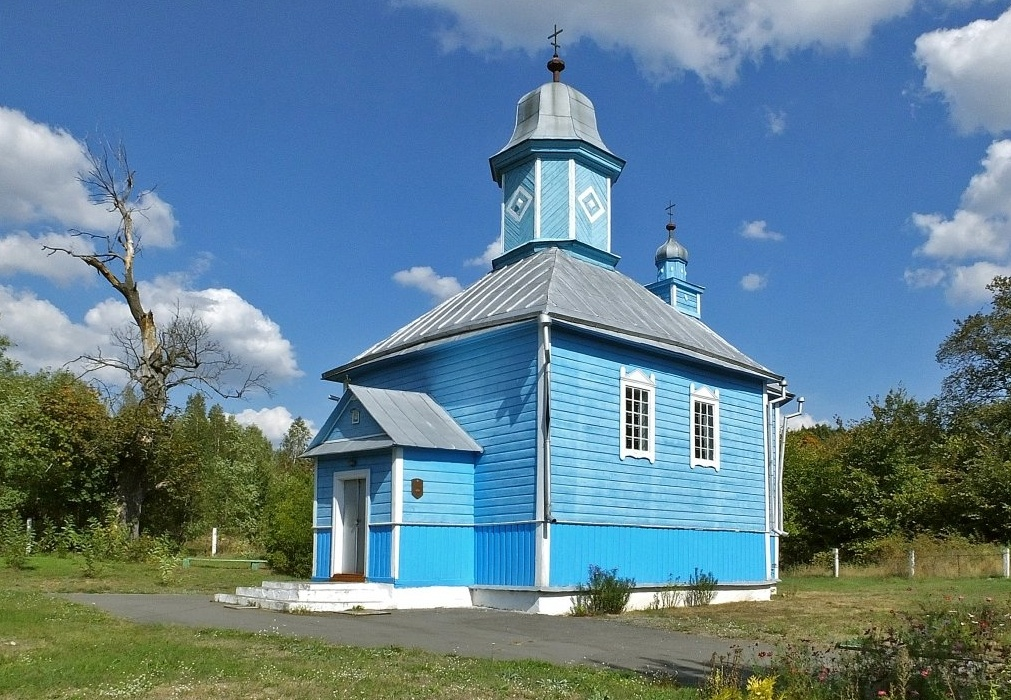
Церковь Рождества Богородицы в Вылазы

## Пинский клад
Пинский клад, найденный в 1804 году в Пинске, состоит из 20 золотых монет. 12 русских златников и византийских солидов сданы в Эрмитаж, судьба остальных неизвестна. Из 11 златников, зарегистрированных до настоящего времени, 6 из пинского клада.